# セストボール

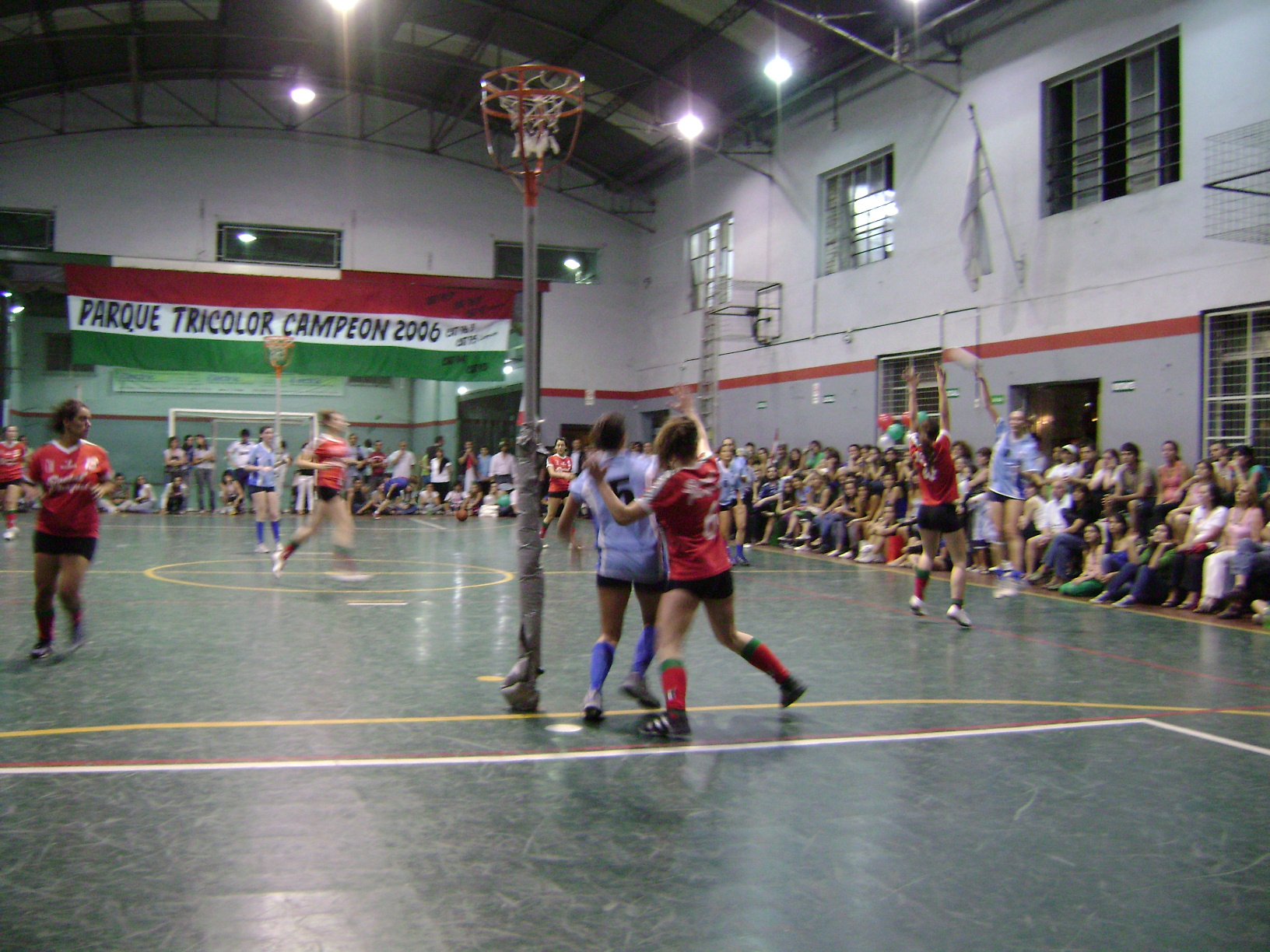
ブエノスアイレスにて

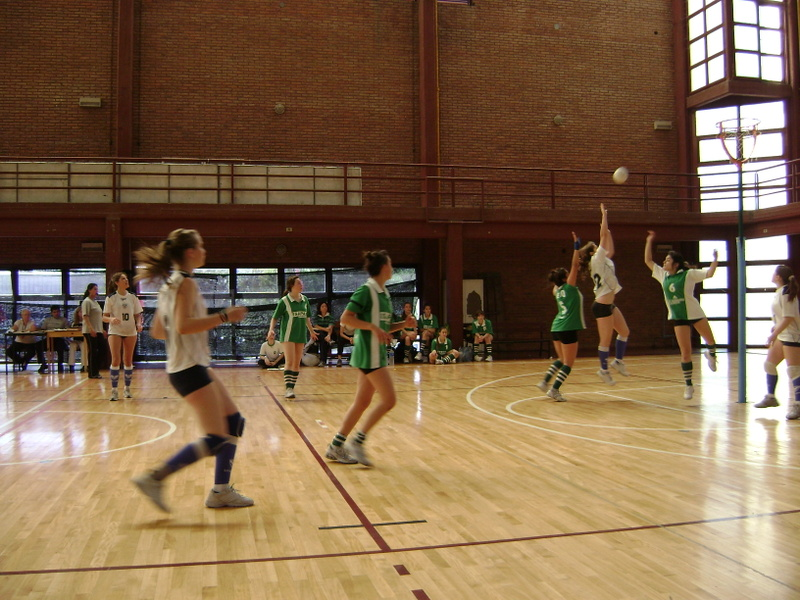

セストボールは、バスケットボールに似た球技（団体競技）。「セスト」(Cesto) とは、スペイン語で「籠」という意味。アルゼンチン発祥の競技といわれる。

## 概要
日本では、新学習指導要領にある「ボールを持たない時の動きの習得」に適しているとして、体育館で行う授業に導入する小学校が増えている。
バスケットボールとは異なり、玉入れのように360度どの方向からもシュートが可能（コートの中心に置いた支柱の高い位置にゴールとなるバスケットがある）。また、ドリブルは禁止でパス回しのみでゲームが行われる点も異なる。そのため、味方プレーヤー同士の会話（言語活動）などによるコミュニケーションも増え、運動が苦手な学童にもシュートの機会が与えられるという意見もある。
ゴールエリア（支柱を中心とした円） の中には入れないなどの、ルールを設定することがある。